# Radioaktiv (Hochschulradio)
Radioaktiv (offizielle Schreibweise seit 2009 radioaktiv, zuvor auch RadioAktiv) ist ein studentischer Radiosender für die Hochschulstädte Mannheim, Ludwigshafen am Rhein und Heidelberg. Das Programm kann über zwei UKW-Frequenzen (89,6 MHz in Mannheim, 105,4 MHz in Heidelberg), über Kabel und per Internet empfangen werden. Radioaktiv sendet seit November 2000 wöchentlich 46 Stunden, die Hauptsendezeiten sind Montag bis Freitag von 9 bis 12 Uhr und von 18 bis 20 Uhr. Das Campusradio teilt sich die UKW-Frequenz mit dem Bermudafunk. Das Programm wurde im Mai 2001 erstmals ausgestrahlt.

## Eckdaten
Radioaktiv hat über 200 Mitglieder, die sich ehrenamtlich engagieren und im Trägerverein radioaktiv e. V. zusammenfinden. Der Sender ist keiner Hochschule angegliedert und somit das einzige unabhängige Campusradio in Baden-Württemberg. Der Sender berichtet neben den Universitäten Mannheim und Heidelberg über aktuelle Ereignisse an der Technischen Hochschule Mannheim, der Mannheim Business School, der Dualen Hochschule Baden-Württemberg Mannheim, der Popakademie Baden-Württemberg, der SRH Hochschule Heidelberg, der PH Heidelberg sowie der Hochschule Ludwigshafen am Rhein. Unterstützung und finanzielle Förderung kommt von der Landesanstalt für Kommunikation (LfK) in Stuttgart. Die Redaktionsarbeit teilt sich auf in die Ressorts Mannheim (auch verantwortlich für Ludwigshafen), Heidelberg, Musik, Kultur und Sport.
Die Jingles des bis Mitte 2008 verwendeten Sounddesigns enthielten das musikalische Thema des Stückes „Radio-Aktivität“ von Kraftwerk.

## Auszeichnungen
2006 erhielt der Sender den „Preis der Freunde“ der Ruprecht-Karls-Universität Heidelberg, 2004 und 2005 erreichten die Musiksendungen „Black Box“ und „Tinnitus“ sowie „pop.aka on air“ beim Landesmedienpreis jeweils den zweiten Platz.
2018 erhielten die Redakteure Konstantin Fliegel, Larissa Blau und Fabian Maier für ihren ausgestrahlten Beitrag Sepp Herberger: Ein Leben für den Fußball den LFK-Medienpreis in der Kategorie „Nichtkommerzielle Veranstalter, Hochschulen und Ausbildungseinrichtungen“.

## Empfang

### Terrestrisch
- in Heidelberg auf UKW 105,4 MHz (Königstuhl 0,05 kW)
- in Mannheim auf UKW 89,6 MHz  (Neckarstadt/Industriestraße 0,1 kW)

### Kabel
In Eberbach, Heidelberg, Hockenheim, Ladenburg, Mannheim, Mosbach, Neckargemünd, Schönau, Schwetzingen, Sinsheim, St. Leon-Rot, Walldorf, Weinheim und Wiesloch ist der Sender auf der Frequenz 107,45 MHz auch über Kabel empfangbar.

### Internet
Zudem sendet das Campusradio auf der Homepage ein 24-stündiges Programm, das neben dem Sendeplan der Terrestrischen Übertragung vor allem Musik umfasst.